# CryoSat
CryoSat era un satélite de la ESA que se lanzó el 8 de octubre de 2005. El lanzamiento fracasó debido a que el motor de la segunda etapa del cohete que lo transportaba no se apagó cuando estaba previsto como consecuencia de un fallo del sistema de control de vuelo de la tercera etapa.
La misión iba a tener una duración de tres años y consistía en vigilar los cambios de la criosfera de la Tierra. CryoSat estaba diseñado para proporcionar datos mucho más precisos sobre la tasa de cambio de la profundidad de la capa de hielo continental y del grosor de la banquisa de hielo.
El principal instrumento de CryoSat era SIRAL (acrónimo de SAR/Interferometric Radar Altimeter). SIRAL operaría en tres modos distintos, dependiendo del punto de la órbita del satélite. Sobre los océanos y la capa de hielo continental, CryoSat hubiera funcionado como un altímetro radar tradicional. Sobre las banquisas de hielo, los ecos transmitidos coherentemente se habrían combinado con la información de un radar de apertura sintética para reducir la superficie observada, de modo que CryoSat pudiera rastrear bancos de hielo más pequeños. El modo más avanzado de CryoSat se habría utilizado en los bordes de la banquisa de hielo y sobre los glaciares de montaña. Aquí, el altímetro emplearía el radar de apertura sintética junto con una segunda antena como interferómetro para determinar el ángulo entre el primer eco de radar recibido y la perpendicular del satélite con la Tierra. Esto permitiría medir la posición exacta de la superficie cuando esta fuera inclinada.
Para orientarse, CryoSat incluía un receptor DORIS, un retrorreflector láser y tres rastreadores de estrellas.
CryoSat se habría controlado desde el Centro de operaciones espaciales europeo (ESOC), en Darmstadt (Alemania).
Se lanzó desde el cosmódromo de Plesetsk en Rusia. Para ello se utilizó un lanzador Rockot (un cohete SS-19 modificado que originalmente era un ICBM diseñado para transportar armas nucleares, pero que Rusia está eliminando en cumplimiento con los tratados START). Según Yuri Bakhvalov, subdirector general del Centro espacial Khrunichev, cuando no se ejecutó la orden automática de apagar el motor de la segunda etapa, ésta siguió funcionando hasta que se quedó sin combustible y, como consecuencia, tampoco se produjo la separación prevista de la tercera etapa (Breeze-KM) del cohete, que transportaba el satélite CryoSat y que permaneció unido a la segunda etapa. Las etapas superiores del cohete junto con el satélite probablemente cayeron en el Mar de Lincoln.
Los satélites ERS-1 y ERS-2 fueron precursores que sirvieron para probar las técnicas utilizadas por CryoSat.
Unos meses después de su destrucción, en febrero del 2006, la Agencia Espacial Europea decidió construir y lanzar una versión mejorada llamada Cryosat-2. Su lanzamiento ha sido efectuado el 8 de abril de 2010 por el lanzador Dnepr desde el cosmódromo de Baikonur. Opera en una órbita de tipo polar de 717 km de altitud con una inclinación de 92º.